# جاك كلوتز
جاك كلوتز (بالإنجليزية: Jack Klotz)‏ هو لاعب كرة قدم أمريكية أمريكي، ولد في 5 ديسمبر 1932 في تشيستر في الولايات المتحدة.

## وصلات خارجية
- جاك كلوتز على موقع مرجع كرة القدم المحترفة.كوم (الإنجليزية)